# Katanglad-Spitzmausratte

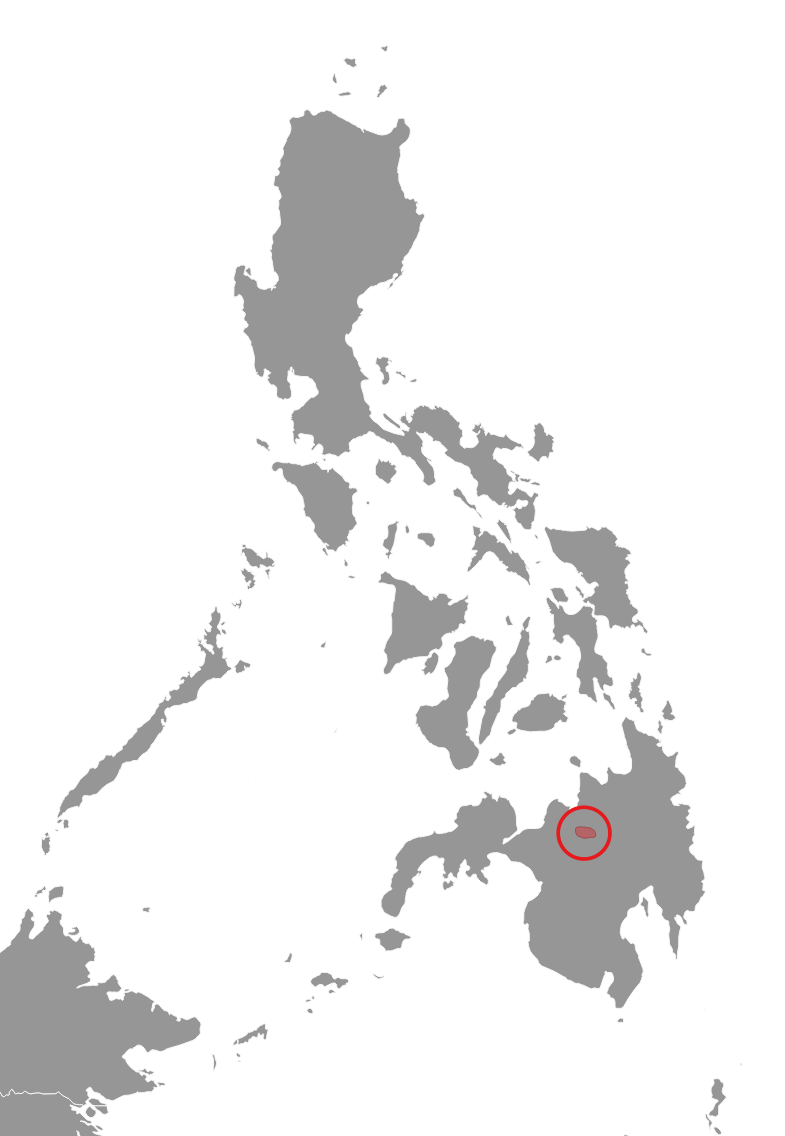
Verbreitungsgebiet der Katanglad-Spitzmausratte

Die Katanglad-Spitzmausratte (Crunomys suncoides) ist ein wenig erforschtes Nagetier in der Gattung der Spitzmausratten. Das Revier ist auf Mindanao in der Höhenlage vom Verbreitungsgebiet der Mindanao-Spitzmausratte (Crunomys melanius) getrennt. Beide Arten stellen laut taxonomischen Studien eine Entwicklungslinie dar, die der Sulawesi-Spitzmausratte (Crunomys celebensis) gegenüber steht. Außer dem Holotyp wurde bis 2017 kein weiteres Exemplar registriert.

## Merkmale
Das bekannte Exemplar hat eine Kopf-Rumpf-Länge von 106 mm, eine Schwanzlänge von 79 mm, Ohren von 10 mm Länge und 23 mm Lange Hinterfüße. Gewichtsangaben fehlen. Typisch ist weiches und dickes Fell mit einer orangebraunes Farbe, wobei die braunen Anteile auf der Unterseite geringer sind. Um die winzigen Augen ist ein haar- und pigmentfreier Ring vorhanden. Weitere Kennzeichen sind ein langer Schwanz mit heller Unterseite, ein langer Schnauzenteil (Rostrum) am Schädel und sehr kurze Zahnreihen. Der diploide Chromosomensatz besteht aus 26 Chromosomen (2n=26).

## Verbreitung und Lebensweise
Der Fundort am Berg Kitanglad lag auf 2200 Meter Höhe. Er war durch Wald mit 7 bis 10 Meter hohen Bäumen, auf denen sich viele Epiphyten befanden, gekennzeichnet. Der Grund hatte dicke Humus- und Laubschichten.
Die Vorderpfoten sind kräftig mit scharfen Krallen, was eine teilweise grabende Lebensweise nahelegt. Wahrscheinlich ist die Art der Isarog-Archboldmaus (Archboldomys luzonensis) im Verhalten ähnlich. Diese ist tagaktiv und ernährt sich von Wirbellosen ohne harte Schale. Im Magen wurden nur Gliederfüßer entdeckt. Zur Fortpflanzung ist nichts bekannt.

## Gefährdung
In diesen Höhenlagen sollten keine Bedrohungen vorliegen. Die IUCN listet die Katanglad-Spitzmausratte aufgrund ihrer Seltenheit mit unzureichende Datenlage (data deficient).